# Seznam písní Josefa Vágnera
Toto je seznam písní zpěváka Josefa Vágnera.

## Seznam
poz. -píseň - duet s - (autor hudby písně / autor textu písně)

(h:/t:) - doposud nezjištěný autor hudby nebo textu

## A
- Anděl spásy - (Robbie Williams / Eduard Krečmar)
- Ave Maria (Franz Schubert)

## B
- Bacha dej - (Johann Sebastian Bach/Jiří Škorpík / M. Kuželka)
- Bim-bam - (Paul Anka / Ivo Fischer)
- Blázni vysmátý - (Karel Vágner / Jan Krůta)

## Č
- Čas je nám jen půjčený - (L. van Beethoven / J. Škorpík / Pavel Vrba)

## D
- Dívka z pláže - (C. Morris / Eduard Krečmar)
- Díky Vám - (Zdeněk Style Hrubý / Eduard Krečmar)
- Díky letu motýlů - s Jitkou Válkovou  - (A. Schlesinger / Pavel Vrba)

## E
- Every Time I Think Of You - (Jack Conrad / Glenn Lewis Frey)

## H
- Hymna Radia Blaník - (Karel Vágner / Eduard Krečmar)
- Holky z naší školky 2011 - Vítězná verze soutěže To byl náš hit (Karel Vágner / Pavel Žák)
- Hezké svátky - (Merry Christmas Everyone / Bob Heatlie / Barratt / Eduard Krečmar)

## J
- Jo Ann - (Miroslav Vydlák / Lukáš Hrabal)

## K
- Kokr Sam - (h:/t:) (písnička z CD Písničky o zvířátkách, Multisonic 310518 /6 let/)
- Kdo ví, kde je ta pláž - (Ch. Trenet / F. Řebíček)
- Královna pustin - (P. Gronwall / N. Gronwall / Eduard Krečmar)

## L
- Láska léčivá - (P. J. Vettese / Eduard Krečmar)
- Láska nebo přátelství - (Karel Vágner / Eduard Krečmar)
- Letní den - (When / Jack Reardon, Paul Evans / Václav Jelínek)
- Last Resort - (Donald Hugh Henley / Glenn Lewis Frey)

## M
- Mandy - (h:/t:)
- Matka a syn - (h:/t:)
- Mně sílu dáš - (You Raise Me Up / Rolf Lovland, Brendan J. Graham / Eduard Krečmar)
- Mindrák - (Michal David / Rudolf Kubík)
- Mám tajnej plán (Miroslav Vydlák / Martin Simandl)

## N
- Never be alone - (Nezůstávej sám) - (Arne Bendiksen / Jiří Josek) (Hymna mezinárodního charitativního hnutí Na vlastních nohou – Stonožka Duben 2008)
- Nezapírám - (All Out Of Love / Graham Russell /Clive Davis / Dušan Vančura)

## S
- Sacrifice - (h:/t:)
- She's the One - (Karl Edmond Wellinger / Karl Edmond Welliger)
- S láskou nám je líp - (duet s Lucií Vondráčkovou / Karel Vágner / Eduard Krečmar)

## T
- The King - (The King (Mindrák) / Michal David / T. Malár)

## V
- Vstáváš - (J. Ewbank / Eduard Krečmar) (Kytara sólo: Ivan Korený)
- Vždycky stejně krásná  - (J. Škorpík / Eduard Krečmar)
- V nebezpečných hrách - (Lešek Wronka / Petr Šiška)

## Z
- Zasněná - (J. Březík / T. Vondrovič) (Viola sólo: Jitka Sorpová)

## 4
- 4 akordy - směs 46 písní (duet s Tomášem Löblem)